# Viologen

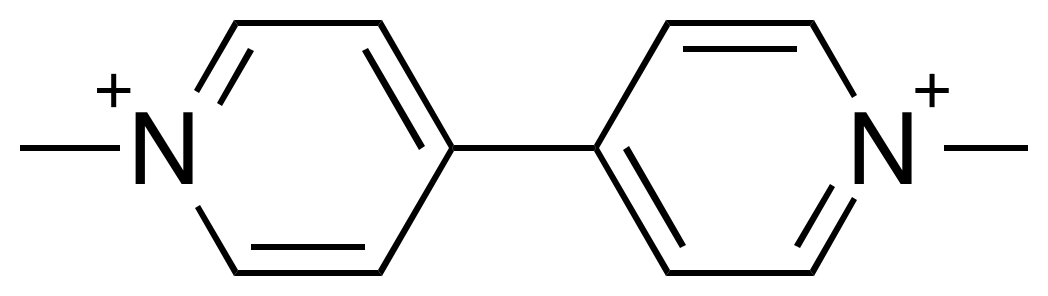
Strukturformel för dimetylviologen eller parakvat.

Viologener är samlingsnamnet på salter av 4,4'-bipyridylium, föreningar på formeln R2C10H8N22+2X–, där R är sidokedjor, som kan vara olika, och X– är anjonen som behövs för att bevara laddningsneutralitet. Beteckningen förkortas vanligtvis med V∙, där ∙ bestämmer redox-tillståndet. R kan också vara en väteatom eller en laddad sidokedja; i det senare fallet får motjonernas totala laddning ändras i motsvarande grad.
Reduktion av viologener ger en radikal mellanprodukt V+ som är känd att vara järnblå. Den slutliga neutrala reduktionsprodukten V0 är gul. Leonor Michaelis namngav viologenerna i början av 1930-talet efter färgen på V+ ("violette") med suffixet -gen ("orsaka", "alstra").
Dimetylviologen används som ogräsmedel under handelsnamnet parakvat.
Viologen undersöks intensivt och används som färgmedel i elektrokroma system efter dess förmåga att färgas vid reduktion och blekas vid oxidation. Genom att sätta en extra metylgrupp på pyridinringarna blir färgningsprocessen mer reversibel, eftersom föreningen i mindre utsträckning samlas på elektrodytan, så att återoxidation kan ske lättare.